# Theodor Martin
Johann Theodor Martin (* 18. Juni 1839 in Konstanz; † 10. September 1906 in Heiligenberg) war ein deutscher Priester der römisch-katholischen Kirche mit dem Titel eines Monsignore, fürstlich fürstenbergischer Hofkaplan und Historiker. 

## Leben und Wirken
Theodor Martin war der Sohn eines Schneidermeisters. Bereits auf dem Konstanzer Gymnasium fiel seine Beredsamkeit auf, die ihn später zu einem gefragten Prediger machte. Als begabter Sänger war Martin Mitglied der „Sängerrunde Bodan“ (heute Sinfonischer Chor) in Konstanz. Ab 1859 studierte er Theologie an der Universität Freiburg i. Br.; 1863 folgte die Priesterweihe in St. Peter durch Erzbischof Hermann von Vicari. 
Entscheidend für Martins weitere Laufbahn war sein Vikariat an der Stadtpfarrkirche in Donaueschingen, wo er Beziehungen zum fürstlich fürstenbergischen Hof aufnehmen konnte. 1867 wurde ihm die fürstliche Hofkaplanei in Heiligenberg anvertraut. Seine Investitur als Hofkaplan erfolgte aufgrund des badischen Kulturkampfs allerdings erst 1880. 1874 verweigerte er sich dem Angebot, auf eine alt-katholische Pfarrei zu wechseln. Das erzbischöfliche Ordinariat betrachtete Martin als geeigneten Kandidaten für eine größere Pfarrei, doch war er nicht gewillt, seine Vertrauensstellung am fürstlichen Hof aufzugeben. Neben der Seelsorge erteilte Martin in Heiligenberg Religionsunterricht. Er sorgte sich um die Besetzung der fürstenbergischen Patronatspfarreien und zwischenzeitlich als Pfarradministrator um die Seelsorge in den Nachbarpfarreien Röhrenbach und Betenbrunn. Martin ist in einer von ihm selbst errichteten Kapelle auf dem Heiligenberger Friedhof bestattet; in seinem Testament bedachte er die Armen seiner Gemeinde. 
Die Pflichten als Pfarrseelsorger und Hofgeistlicher ließen Theodor Martin Freiraum für Reisen und historische Forschungen. Er beschrieb eine Reise nach Italien („Im Fluge“, 1881), doch die meisten seiner Veröffentlichungen behandeln die Geschichte und Kunstgeschichte von Heiligenberg und weiterer Orte des badischen Bodenseeraumes. Martin gehörte dem Verein für Geschichte des Bodensees und seiner Umgebung an, für dessen Schriften er einige Aufsätze verfasste; von 1892 bis 1899 vertrat er im Vorstand das Großherzogtum Baden.

## Ehrungen
- Friedrich-Luisen-Medaille (1906)
- Ritterkreuz I. Klasse mit Eichenlaub des Ordens vom Zähringer Löwen
- Preußischer Königlicher Kronen-Orden III. Klasse (1903)
- Brillantnadel Fürst Max Egons II. zu Fürstenberg zum vierzigjährigen Priesterjubiläum (1903)
- Ehrenmitglied des Kirchengeschichtlichen Vereins der Erzdiözese Freiburg (1902)
- Fürstlich Fürstenbergischer Geistlicher Rat (1899)
- Kommandeurkreuz des Schwedischen Königlichen Nordstern-Ordens (1892)
- Ehrenbürger von Heiligenberg zum silbernen Priesterjubiläum (1888)
- Päpstlicher Geheimkämmerer (1886)

## Schriften (Auswahl)
- Führer durch die Fürstl. Fürstenb. Schloßkapelle in Heiligenberg. Badenia, Karlsruhe/List, Pfullendorf, 1890.
- Der Rittersaal des Schlosses Heiligenberg in Schwaben. Huttler, München, 1889.
- Kloster Zofingen in Konstanz. Moriell, Konstanz, 1883
- Im Fluge. Italienische Reiseerinnerungen. Moriell, Konstanz, 1881.
- Heiligenberg einst und jetzt. Zum Gedächtniss sechshundertjährigen Bestandes. Stettner, Lindau, 1876.
- Der Krondorn Christi in der Hofkapelle zu Heiligenberg am Bodensee. O. O., o. J.

- Grablegen in der St. Martinskirche zu Meßkirch. In: Freiburger Diözesan-Archiv. Band 34, N. F. 7, 1906, S. 227–258. Digitalisat
- Bruchstücke aus der Geschichte der Stadt Konstanz. In: Schriften des Vereins für Geschichte des Bodensees und seiner Umgebung. Band 25, 1896, S. 5–17. Digitalisat
- Ekkehard II. in der Geschichte. In: Schriften des Vereins für Geschichte des Bodensees und seiner Umgebung. Band 24, 1895, S. 7–12. Digitalisat
- Heiligenberg im Jahre 1892 (733,5 m über dem Meere). In: Schriften des Vereins für Geschichte des Bodensees und seiner Umgebung. Band 22, 1893, S. 123–125. Digitalisat
- Heiligenberg im Jahre 1891 (733,5 m über dem Meere). In: Schriften des Vereins für Geschichte des Bodensees und seiner Umgebung. Band 21, 1892, S. 214–217. Digitalisat
- Erinnerung an seine Durchlaucht den höchstseligen Fürsten Karl Egon III. zu Fürstenberg. In: Schriften des Vereins für Geschichte des Bodensees und seiner Umgebung. Band 21, 1892, S. 77–86. Digitalisat
- Trachten am Bodensee (in vorrömischer, in römischer und in nachrömischer Zeit). In: Schriften des Vereins für Geschichte des Bodensees und seiner Umgebung. Band 20, 1891, S. 104–113. Digitalisat
- Tagebuch des Salemer Conventualen Dionysius Ebe aus den Jahren 1796–1801. In: Freiburger Diözesan-Archiv. Band 18, 1886, S. 21–117. Digitalisat
- Schloßcapelle in Heiligenberg. Ein Beitrag zur fürstlich fürstenbergischen Geschichte. In: Schriften des Vereins für Geschichte des Bodensees und seiner Umgebung. Band 12, 1883, S. 121–125. Digitalisat
- Schloß Heiligenberg in Schwaben. In: Schriften des Vereins für Geschichte des Bodensees und seiner Umgebung. Band 12, 1883, S. 70–79. Digitalisat
- Meersburg – Bischofsburg. In: Schriften des Vereins für Geschichte des Bodensees und seiner Umgebung. Band 12, 1883, S. 44–47. Digitalisat
- Wappensagen und Kaisersprüche. In: Schriften des Vereins für Geschichte des Bodensees und seiner Umgebung. Band 11, 1882, S. 115–119. Digitalisat
- Das Ende des Klosters Salem. In: Freiburger Diözesan-Archiv. Band 15, 1882, S. 101–118. Digitalisat
- Die Reichthümer der Reichenau. In: Schriften des Vereins für Geschichte des Bodensees und seiner Umgebung. Band 10, 1880, S. 21–32. Digitalisat
- Aus den Zeiten der Judenverfolgungen am Bodensee (um 1348). In: Schriften des Vereins für Geschichte des Bodensees und seiner Umgebung. Band 9, 1878, S. 88–102. Digitalisat
- Die Clause in der Egg bei Heiligenberg im Linzgau. In: Freiburger Diözesan-Archiv. Band 11, 1877, S. 225–236. Digitalisat